# Phaneroglossa bolusii
Phaneroglossa bolusii là một loài thực vật có hoa trong họ Cúc. Loài này được (Oliv.) B.Nord. miêu tả khoa học đầu tiên năm 1978.